# 열차 집중 제어 장치

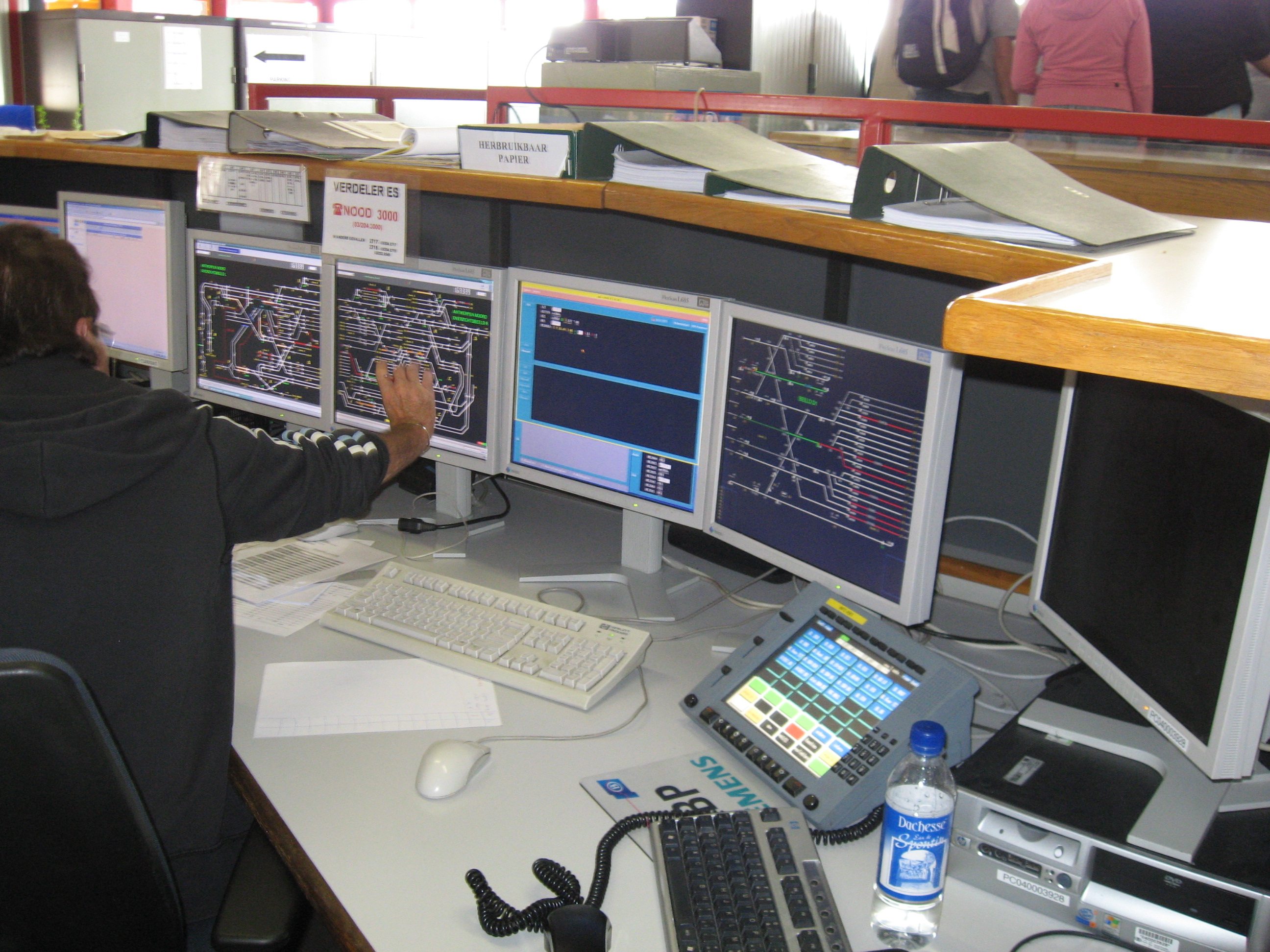

열차 집중 제어 장치(列車集中制御裝置, Centralized Traffic Control; CTC)는 철도 노선을 일정 구간으로 나누어, 신호나 분기기 등의 연동 장치를 한 곳에서 원격 조작할 수 있게 하는 장치를 말한다. 또한 이 시스템의 중앙 장치를 설치한 곳을 CTC라고 부르기도 한다.

## 개요
지금까지는 차운행의 혼란을 수정하는 데는 각 역의 열차 위치 통보에만 의존해 왔으나, 역의 수가 극히 적은 노선에서는 만족할 만한 운전정리가 되지 못했다. 그래서  ATC 장치에서 사용되고 있는 약 3km마다의 궤도회로 단위에 의하여 이 정보를 중앙지령소에 전송(傳送)하여 표시반(表示盤)에서 제어하는 방법이 취해지게 되었다. 이것이 CTC(centralized traffic control：열차 집중 제어 장치)장치이다.
전자관(電子管)을 사용하여 추적하는 형식의 경우는 어느 구간을 몇 계통으로 하여, 각 계통 소속의 신호기기실에서 정보를 모아 표시반 위에 열차의 운행상황을 나타낸다. 혹시 무엇인가 새로운 사태가 발생하여 중앙 지령소에서 직접 각 역의 ATC장치를 제어할 필요가 발생했을 경우에는 제어반에 의하여 제어정보를 발신한다.
이 밖의 관련장치로는 열차선별장치(列車選別裝置)와 열차번호장치(列車番號裝置)가 있다. 열차선별장치는 초특급·특급·회송(回送)의 세 가지로 나누어 각각의 열차에 특정 주파수(特定周波數)를 가진 전파(電波)를 발신시키는 구조이다. 지상설비를 선로 내에 설치한 지상자(地上子)를 통하여 수신하고 자동적으로 진로를 열도록 되어 있다. 열차번호장치는 세자리 숫자의 열차번호에 따라 특정 주파수를 조합한 전파를 발신, CTC에 보내는 것이다. 대한민국에서는 대아티아이(구 경봉기술)에서 2000년 최초 개발 완료하여 대부분의 CTC를 현재 운영중이다. 한국철도공사에서 운영하는 대부분의 CTC를 수용할 것으로 예측된다.
어느 것이나 ATC·CTC장치의 보조장치로서 설치되어 있는 것이며, 이들 모두가 하나로 되어 신호설비의 신뢰성을 확보하고 있는 것이다. 지금은 아직 열차의 자동운전을 완전히 실현하고 있는 것은 아니나, 기계에 의한 컨트롤이 보다 완성되어 인간의 수동작업(手動作業)과 대체되는 것도 이제 꿈만은 아니다.